# Île du Cimetière
L'île du Cimetière est une île française de l'archipel des Kerguelen située dans le golfe du Morbihan au nord-nord-ouest de la presqu'île Ronarc'h.

## Toponymie
Nom donné par Raymond Rallier du Baty en 1908-1909. Les frères Rallier du Baty visitèrent cette île en 1909 et y comptèrent une trentaine de tombes de chasseurs américains, datant du milieu du XIXe siècle. Son nom originel anglais est Grave Island.
Le 17 février 1929 Edgar Aubert de la Rüe visite à son tour l'île et y trouve aussi quelques tombes. Il écrit : « Elles sont identiques à celles que l'ont voit dans les vieux cimetières de la Nouvelle-Angleterre ».